# МеМЗ-245
МеМЗ-245 (англ. MeMZ-245) — чотирициліндровий рядний бензиновий двигун внутрішнього згорання з водяним охолодженням виробництва Мелітопольського моторного заводу.

## Історія
У 1975 році конструкторський відділ Мелітопольського моторного заводу почав науково-дослідні та конструкторські роботи з проектування силового агрегату з двигуном рідинного охолодження для передньопривідних автомобілів особливо малого класу.
У 1979 році конструкторсько-експериментальний відділ заводу завершив основні роботи зі створення нового двигуна водяного охолодження моделі МеМЗ-245.
У 1982 році проведено приймальні випробування нового силового агрегату МеМЗ-245 у складі автомобіля ЗАЗ-1102. Державна комісія рекомендувала автомобіль ЗАЗ-1102 і силовий агрегат МеМЗ-245 до серійного випуску. Силовий агрегат МеМЗ-245 нагороджений Дипломами ВДНГ СРСР і УРСР.
У 1988 році було розпочато серійний випуск силових агрегатів МеМЗ-245 з двигуном потужністю 50 к.с. з рідинним охолодженням для передньопривідного автомобіля "Таврія" (ЗАЗ-1102). Завод продовжує співпрацю з автомобільним заводом ЛуАЗ і в 1991 році для вантажопасажирського автомобіля ЛуАЗ-1302 "Волинь" були розроблена конструкція силового агрегату МеМЗ-245.

## Опис
Двигуни МеМЗ-245 призначені для установки на легкові автомобілі з колісною формулою 4x2 і повною масою до 1,4 тонни. Робочий об'єм двинуна складає 1,091 л, потужність 51 к.с. при 5500 об/хв, крутний момент 78,5 Нм при 3000-3500 об/хв, порядок роботи циліндрів 1-3-4-2, діаметр циліндра 72 мм, хід поршня 67 мм, ступінь стиску 9,5. Маса заправленого рідинами двигуна 128,5 кг (суха маса — 98,5 кг).

### Система живлення
Карбюратор — один, двокамерний, вертикальний, емульсійний з падаючим потоком, з відключенням палива на примусовому холостому ходу.

### Система смазки
Система змащення — комбінована з мокрим картером. Під тиском змащуються корінні і шатунні підшипники, шийки розподільного валу, осі коромисел. Інші деталі змащуються розбризкуванням.
Масляний насос — внутрішнього зачеплення, односекційний.
Масляні фільтри — повнопотоковий, з паперовим елементом, і сітчастий маслоприймача.
Тиск масла в системі змащення двигуна при температурі масла в масляному картері плюс 80 градусів С — 0,3–0,5 МПа (3,0–5,0 кгс/см2) при частоті обертання колінчастого валу 4000 об/хв, і не менш 0,08 МПа (0,8 кгс/см2) при частоті обертання 950 об/хв.
Заправні обсяги системи змащення — 3,45 л.
Мастило двигуна:
- масла моторні всесезонні універсальні: АЗМОЛ М15 / 4040 "Супер" ТУ У 00152365.060, АЗМОЛ "Лідер" 5W-40 ТУ У 0152365.081, АЗМОЛ "Фаворит 2" 10W-40 ТУ У 00152365.082; М-63 / 12Г1, М-5з / 10Г1, М-4з / 6в1
- допускаються до застосування оливи моторні з класом в'язкості за класифікацією SAE: 20W40, 15W40, 10W40, 5W40 і рівнем експлуатаційних властивостей за класифікацією API: SF, SG, SH, SJ;

### Система охолодження
Система охолодження — рідинна, закритого типу. Водяний насос — відцентровий.
Система охолодження забезпечує температуру охолоджуючої рідини на виході з двигуна в межах плюс 82–95 градусів С. Допускається короткочасне (не більше 40 хв.) підвищення температури охолоджуючої рідини до плюс 108 градусів С, при відсутності її кипіння в специфічних умовах дорожнього руху автомобіля (гірські дороги, бездоріжжя, руху в місті в години пік — «затори»).
Заправні обсяги системи охолодження — 7 л (ТОСОЛ А-40М або ТОСОЛ А-65М).

### Електрообладнання
Електрообладнання — батарейне, однопровідне, номінальна напруга 12 В. Негативні клеми джерел струму підключені до маси.
Генератор — з вбудованим регулятором напруги (14 В) і конденсатором. Передавальне відношення приводу генератора — 2,014.
Стартер — з електромагнітним тяговим реле, правого напрямку обертання, пускова потужність — не менше 1 кВт.

## Модифікації
Моделі об'ємом 1.1л (діаметр та хід 72х67 мм):
- МеМЗ-245 (карбюратор 1.1) — базова модель, карбюраторний двигун об'ємом 1,091 л потужністю 51 к.с. при 5300–5500 об/хв, крутним моментом 78,5 при 3000–3500 об/хв
- МеМЗ-2451 (карбюратор 1.1) — Модифікація МеМЗ-245 зі ступенем стиснення  зменшеним з 9.5 до 7.9 для роботи на бензині А-76, об'ємом 1,091 л потужністю 47,6 к.с., крутним моментом 74,5 при 3000–3500 об/хв
- МеМЗ-2452 (карбюратор ?) — модифікація МеМЗ-245 для автомобіля ЛуАЗ-1302 об'ємом 1,091 л потужністю 51 к.с. при 5300–5500 об/хв, крутним моментом 78,5 при 3000–3500 об/хв
- МеМЗ-2471 (інжектор 1.1і) — модифікація МеМЗ-245 об'ємом 1,091 л в авто для осіб з інвалідністю
- МеМЗ-246 (моноінжектор 1.1і) — модифікація МеМЗ-245 з апаратурою Siemens для експортних моделей Таврії

Моделі об'ємом 1.2л (діаметр та хід 72х73.5 мм):
- МеМЗ-2457 (карбюратор 1.2) — модифікація МеМЗ-245 зі зменшеною висотою поршня (діаметр залишився 72мм),  зміненим колінчатим валом (?) (підходить для 1.2, 1.3, 1.4) та збільшеним до 1,197 л об'ємом потужністю 58 к.с. при 5300–5500 об/хв, крутним моментом 90,0 при 3000–3500 об/хв. При цьому, ступінь стиснення залишився незмінним (9.5).
- МеМЗ-247 / 2477 (інжектор 1.2і) — модифікація МеМЗ-2457 з електронною системою управління і системою розподільного впорскування об'ємом 1,197 л потужністю 62,4 к.с. при 5300–5500 об., крутним моментом 95,5 при 3000–3500 об.
- МеМЗ-310 — тестова модифікація з блоком для поршнів ВАЗ 2108 (діаметр та хід 76х67 мм), не випувкався, об'єм 1,217 л

Моделі об'ємом 1.3л (діаметр та хід 75х73.5 мм):
- МеМЗ-301 (карбюратор 1.3) — модифікація МеМЗ-245/2457 із зменшеною висотою (як і у моделях 2457 і 2477) а також збільшеним до 75 мм діаметром поршня (замість 72) загальним робочим об'ємом 1,299 л, потужністю 63 к.с. при 5300–5500 об/хв, крутним моментом 101,0 при 3000–3500 об/хв
- МеМЗ-3011 (карбюратор 1.3) — модифікація МеМЗ-301 з ручним приводом пускового пристрою, робочим об'ємом 1,299 л потужністю 63 к.с. при 5300–5500 об/хв, крутним моментом 101,0 при 3000–3500 об/хв
- МеМЗ-307 (інжектор 1.3і) — модифікація двигуна МеМЗ-301 з електронною системою управління двигуном (ЕСКД) і системою розподільного впорскування палива (СРВТ) робочим об'ємом 1,299 л потужністю 70 к.с. при 5800 об/хв, крутним моментом 107,8 при 3000–3500 об. Версії після 2012 мають ст. стиснення 10.0, клапани гнуться при обриві ГРМ (в інших ні)
- МеМЗ-3071 (інжектор 1.3і) — модифікація двигуна МеМЗ-307 з каталізатором, лямбда-зондом (відповідає стандартам Євро-2) , робочим об'ємом 1,299 л потужністю 64 к.с. при 5800 об/хв, крутним моментом 102,0 при 3000–3500 об/хв

Моделі об'ємом 1.4л (діаметр та хід 77.5х73.5 мм):
- МеМЗ-317 (інжектор 1.4і) — модифікація двигуна МеМЗ-307 (відповідає стандартам Євро-3), робочим об'ємом 1,386 л потужністю 77 к.с. при 5800 об/хв, крутним моментом 102,7 при 3000–3300 об/хв